# Остров Кука
Остров Кука — центральный и самый крупный остров архипелага Южное Туле, входящий в свою очередь в состав архипелага Южные Сандвичевы острова в южной части Атлантического океана. Южный Туле был открыт в 1775 году британской экспедицией под командованием капитана Джеймса Кука. Остров Кука был назван в честь Кука экспедицией Фаддея Фаддеевича Беллинсгаузена, исследовавшей Южные Сандвичевы острова в 1819—1820 гг.
В 1930 году остров был обследован сотрудниками экспедиции Discovery Investigations на судне Discovery II, которые нанесли на карту и дали названия многим его объектам. Позднее другие названия были присвоены Британским комитетом по антарктическим названиям (UK-APC).

## География
Остров Кука имеет размеры 6 на 3 км, практически полностью покрыт льдом и необитаем. Самая высокая точка острова, гора Хармер, возвышается на 1115 м. Гора Холдгейт возвышается на 960 футов (290 м) на юго-восточной оконечности острова.
Если двигаться по часовой стрелке с северо-запада, то на побережье острова находятся следующие точки. Все они были названы сотрудниками экспедиции Discovery Investigations, если не указано иное.
- Резолюшн Пойнт — точка на северо-западной стороне острова, названная в честь судна Кука HMS Resolution'[3].
- Тилбрук Пойнт — заметная скала, образующая северо-западную точку острова Кука. Названа Британским комитетом по антарктическим названиям в честь Питера Дж. Тилбрука, зоолога, обследовавшего Южные Сандвичевы острова с борта судна HMS Protector в 1964 году.
- Риф-Пойнт — точка, ограниченная небольшим рифом, образующим западную оконечность острова Кука, названная по описанию[4].
- Джеффрис Пойнт — точка в центральной части южной стороны острова, названная в честь мисс М. Э. Джеффрис, помощника сотрудника Discovery Committee[8].
- Лонгтон-Пойнт — отвесные высокие скалы, чередующиеся с крутыми ледопадами, образующие юго-восточный угол острова. Был назван комитетом в честь Ройса Э. Лонгтона, ботаника из экспедиции Protector в 1964 г[9]. Это самый южный участок суши Южных Сандвичевых островов и самый южный участок суши в мире к северу от южной 60-й параллели и, следовательно, самый южный участок суши вне системы Договора об Антарктике[10].
- Свел Пойнт — небольшая точка на восточном побережье острова, близ его юго-восточной оконечности, в 2,2 км к югу от Резолюшн Пойнт. Названа по описанию[11].

## Близлежащие острова
Остров Кука отделён от острова Туле на западе проливом Дугласа. Крошечный остров Беллинсгаузен находится на востоке, отделенный от него проливом Мориса.